# Southern Rain
Southern Rain è il sesto album in studio del cantante statunitense Billy Ray Cyrus, pubblicato nel 2000.

## Tracce
1. You Won't Be Lonely Now
2. Southern Rain
3. All I'm Thinking About Is You
4. We the People (featuring John Anderson, Waylon Jennings, Danni Leigh, Montgomery Gentry & Yankee Grey)
5. I Will
6. Love You Back
7. Burn Down the Trailer Park
8. Everywhere I Wanna Be
9. Crazy 'Bout You Baby
10. Without You
11. Hey Elvis (bonus track)